# Reticulocythereis purii
Reticulocythereis purii is een mosselkreeftjessoort uit de familie van de Trachyleberididae. De wetenschappelijke naam van de soort is voor het eerst geldig gepubliceerd in 1976 door Keyser.